# Mazingo Tanoseo
Mazingo Tanoseo is een bestuurslaag in het regentschap Nias van de provincie Noord-Sumatra, Indonesië. Mazingo Tanoseo telt 833 inwoners (volkstelling 2010).